# KkStB 188
A kkStB 188 sorozat egy szertartályosgőzmozdony-sorozat volt a császári és Királyi Osztrák Államvasutaknál (Staaatsbahnen k.k. österreichische Staaatsbahnen, kkStB), amely mozdonyok eredetileg a Kaiserin Elisabeth-Bahntól (KEB) származtak.
A KEB ezt az öt kis mozdonyt személyvonati és tolatószolgálat ellátására szerezte be. A vasút 1884-es államosítása után a kkStB előbb mint 8801-8805 számúakat vette állományba, majd 1905-től a kkStB 188 sorozat 01-04 pályaszámait adta a mozdonyoknak.
1918 után a maradék három mozdonyból kettő a PKP-hez, egy a CFR-hez került, ám besorolást már egyik helyen se kaptak, selejtezték őket.

## Fordítás
Ez a szócikk részben vagy egészben  a   kkStB 188 című német Wikipédia-szócikk fordításán alapul.  Az eredeti cikk szerkesztőit annak laptörténete sorolja fel. Ez a jelzés csupán a megfogalmazás eredetét és a szerzői jogokat jelzi, nem szolgál a cikkben szereplő információk forrásmegjelöléseként.